# Raketový útok na Ukrajinu 8. července 2024
Dne 8. července 2024 došlo během ruské invaze na Ukrajinu k masivnímu raketovému útoku na Ukrajinu. Ruská armáda odpálila více než 40 raket na Kyjev, Kryvyj Rih, Dnipro, Kropyvnyckyj a Pokrovsk (Ukrajina). Celkem bylo zabito nejméně 47 lidí a asi 170 jich bylo zraněno. Útok vážně poškodil dětskou nemocnici v ukrajinském hlavním městě Kyjevě.

## Průběh
Útok byl zahájen nezvykle pozdě, kolem desáté hodiny dopoledne, a byl součástí rozsáhlého koordinovaného raketového a bombového útoku Ruské federace na ukrajinská města. Během celého útoku zemřely a byly zraněny na Ukrajině desítky lidí v řadě měst, kromě Kyjeva také v Kryvyj Rihu, Dnipru a několika městech v Doněcké oblasti.
Během celého útoku byly použity rakety různého typu včetně raket Kinžal. Ukrajinský prezident Volodymyr Zelenskyj po útoku uvedl, že v sutinách byla bezprostředně po něm uvězněna řada osob.

## Nemocnice
Nemocnice Ochmatdyt, jež byla raketovým útokem zasažena, je největší dětskou nemocnicí na Ukrajině. Před útokem byla částečně zrekonstruována. Na 720 lůžkách nemocnice je ročně ošetřeno až 18 000 dětí a zhruba 20 000 dostává neodkladnou péči v traumatologickém centru nemocnice.
Před dopadem střel se nemocnici podařilo evakuovat většinu pacientů i zaměstnanců, kteří se v době útoku nacházeli v krytech. Podle vyjádření zaměstnanců nemocnice bylo útokem zcela zničeno například oddělení toxikologie, přičemž více či méně poškozena byla prakticky všechna nemocniční oddělení.

## Reakce
Český prezident Petr Pavel útok odsoudil a uvedl, že je důkazem toho, že se Rusko nezastaví před ničím. Podobně se vyjádřil také český ministr zahraničí Jan Lipavský.